# ジョン・フッド

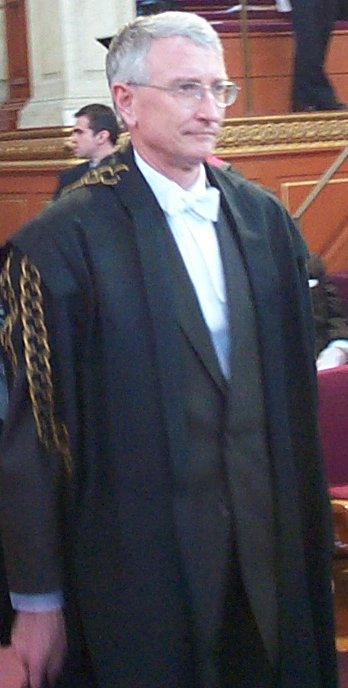
ジョン・フッド博士 2005年

ジョン・フッド（John Hood, 1952年1月2日 - ）は、ニュージーランドネーピア出身の工学者（工学博士）。2004年10月5日から2009年9月30日まで英国オックスフォード大学第295代学長 (Vice-Chancellor) 。オックスフォード大学900年の歴史で初となる学外委員として学長に就任した。

## 来歴
オークランド大学で工学を専攻し1976年にPh.Dを取得。ローズ奨学生としてオックスフォード大学ウォスターカレッジで経営学修士号 (M.Phil.) を取得。ニュージーランドへ帰国し林業大手フレッチャー・チャレンジグループに18年間勤務し、フレッチャー・ペーパーCEO、Tonkin & Taylor会長、ASB銀行理事等を歴任。1999年に第4代オークランド大学学長に就任。2004年よりオックスフォード大学学長に就任。オークランド大学工学部上席客員講師を兼任。
慢性的な赤字運営に悩むオックスフォード大学は、ビジネス経験が長く経営手腕に長けたフッド博士を学外より選出し、大学改革に着手したが、一部の教職員会より抵抗される事態も報告された。2007年11月15日に学長職を延長せず、任期予定の2009年9月に退任することが発表された。後任の学長にはアメリカ合衆国イェール大学元学長のアンドリュー・D・ハミルトンが就任。オックスフォード大学学長を退任後、2010年よりロバートソン基金最高執行責任者 (CEO) 、2011年にローズ奨学基金理事長に就任。